# Protium reticulatum
Protium reticulatum là một loài thực vật có hoa trong họ Burseraceae. Loài này được (Engl.) Endl. miêu tả khoa học đầu tiên năm 1883.